# جلكى نهرية جنوبية
جلكى نهرية جنوبية (الاسم العلمي:Ichthyomyzon gagei) هي نوع من الحيوانات المائية يتبع جنس الجلكى السمكية من فصيلة الجلكية.